# بيرت هودجز
بيرت هودجز (بالإنجليزية: Bert Hodges)‏ (29 يناير 1905 في المملكة المتحدة - 23 سبتمبر 1986 في المملكة المتحدة) هو لاعب كريكت بريطاني. شارك مع فريق ويلز الوطني للكريكيت ‏. أما مع النوادي، فقد لعب مع نادي مقاطعة غلاموركن للكريكت ‏ وMonmouthshire County Cricket Club ‏.